# NGC 5974
NGC 5974 é uma galáxia espiral (Sc) localizada na direcção da constelação de Corona Borealis. Possui uma declinação de +31° 45' 35" e uma ascensão recta de 15 horas, 39 minutos e 02,3 segundos.
A galáxia NGC 5974 foi descoberta em 29 de Abril de 1827 por John Herschel.